# طلاب هيمه-يوري

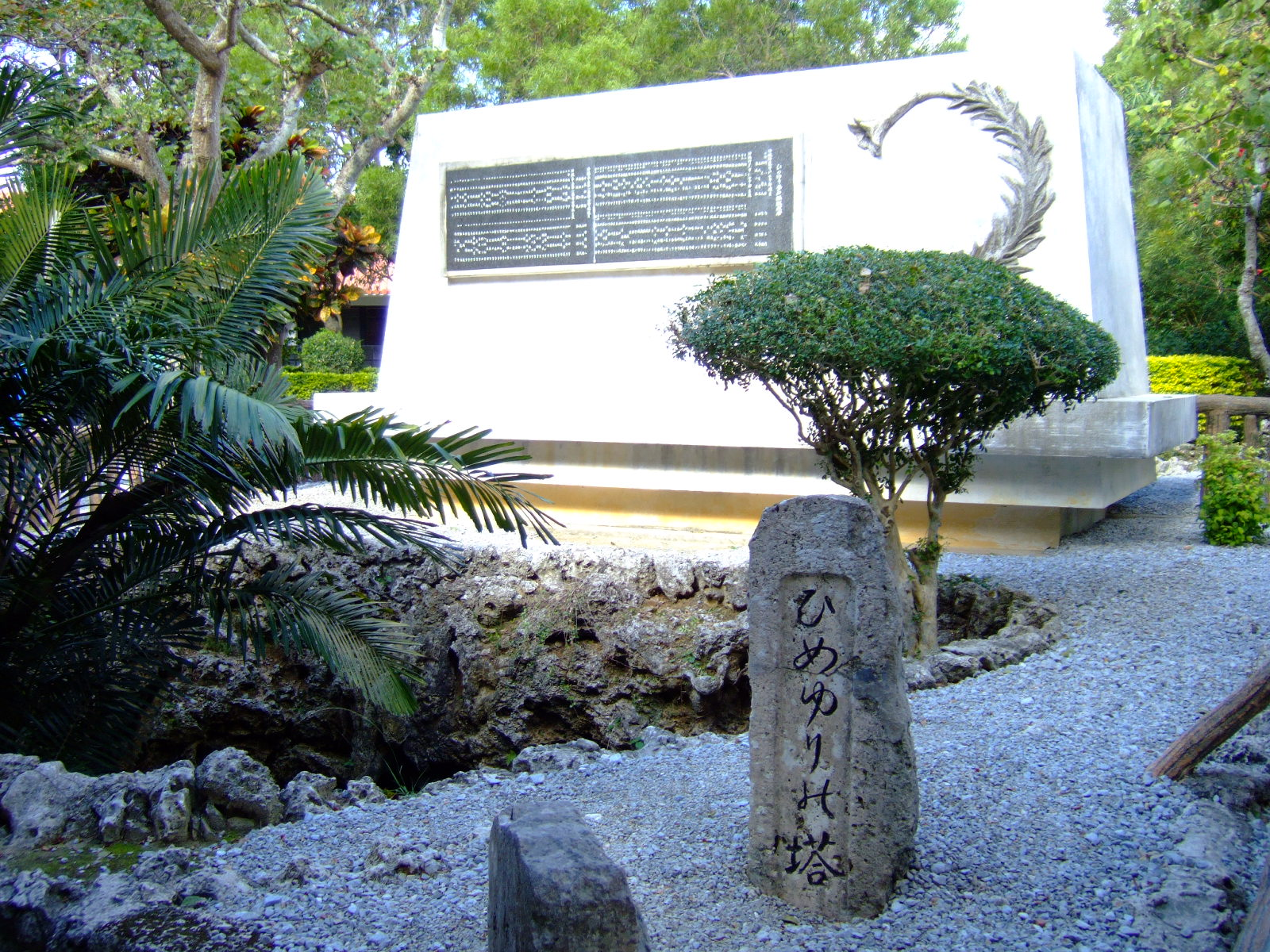
نصب هيمه-يوري فيث إيتومان، أوكيناوا

طلاب هيمه-يوري (باليابانية: ひめゆり学徒隊 هيمه-يوري غاكوتوتاي) وتسمى أحيانا «فيلق ليلي» في اللغة الإنكليزية، كانت مجموعة من طالبات من إحدى المدارس الثانوية شكلة وحدة لتمريض الجيش الياباني الإمبراطوري خلال معركة أوكيناوا عام 1945. تكونت المجموعة من 222 طالبا و18 مدرسا من مدرسة أوكيناوا داي-إيتشي النسوية الثانوية سابقا، ومدرسة أوكيناوا شينهان النسوية تم تعبئتها من قبل الجيش الياباني في 23 مارس 1945. اعتقد كثير من طلاب هيمه-يوري أنه باستطاعة الجيش الياباني هزيمة الأميركيين في غضون أيام، وبالتالي قاموا بإحضار مختلف اللوازم المدرسية للدراسة والاستعداد للعودة إلى صفوف الدراسة.
خلال المعركة الطويلة التي دامت ما يقرب من 3 أشهر، كان طلاب هيمه-يوري على الخطوط الأمامية، ينفذون العمليات الجراحية. قرب نهاية معركة أوكيناوا، كان العديد منهم يعيشون في كهوف مظلمة مليئة بعدد لا يحصى من الجرحى والقتلى من الجنود. في يوم 18 يونيو 1945، تم حل المجموعة فجأة؛ وصرح لهم قائدهم العسكري بالتالي «اعتمدوا على أنفسكم من الآن». حتى ل المجموعة كان 19 من الطلاب فقط قد لقوا مصرعهم، ولكن في الصباح الباكر من يوم 19 يونيو، كان الكثير منهم لقوا مصرعهم خلال هجوم شنته القوات الأمريكية على مأوى إيبارا الجراحي الثالث.في الأسبوع الذي عقب أمر حل المجموعة كان حوالي 80 ٪ من الفتيات ومعلميهم قد لقوا نحبهم. أما الناجون فقاموا بالانتحار بطرق مختلفة بسبب مخاوف من الاغتصاب على أيدي الجنود الأميركيين.حيث ألقى بعضهم بنفسه من فوق المنحدرات في حين أن البعض الآخر قتلوا أنفسهم بقنابل يدوية. أقيم نصب هيمه-يوري في 7 أبريل 1946 تخليدا لذكرى الذين لقوا حتفهم من تلك المجموعة. وقد ساعد الكثير من الذين نجوا في بناء ومواصلة الحفاظ على هذا النصب.

## اقرأ أيضا
- معركة أوكيناوا

## وصلات خارجية
- متحف هيمه-يوري للسلام
- هيمه-يوري غاكوتوتاي